# Cambarus jezerinaci
Cambarus jezerinaci är en kräftdjursart som beskrevs av Thoma 2000. Cambarus jezerinaci ingår i släktet Cambarus och familjen Cambaridae. IUCN kategoriserar arten globalt som otillräckligt studerad. Inga underarter finns listade i Catalogue of Life.